# 에프앤가이드
에프앤가이드(FnGuide Inc.)는 대한민국의 금융 데이터 기업이다. 사명인 FnGuide는 금융(financial)과 안내인(guide)의 약자다.
본사는 서울특별시 강서구 마곡중앙2로 61 에프앤가이드 빌딩에 위치해 있으며 대표이사는 이기태이다. 2000년에 설립되었다.

## 역사
삼성그룹이 초기 자본금 60억원으로 신규 사업으로 금융 데이터 사내벤처를 시작하였고 삼성증권 투자전략팀장이였던 김군호 창업자가 대표를 맡았다

## 상장
2020년 12월 17일에 주관사를 신영증권과 삼성증권으로 공모가 7,000원(희망 공모가 밴드 5,200~6,500원)에 코스닥 시장에 상장하였다.

## 참고문헌
1. ↑  MK 골든크로스 돌파 종목 : 에프앤가이드(064850) & 미래나노텍(095500), 매일경제, 2023-12-18
2. ↑  한국리츠협회, 에프앤가이드 손잡고 상장리츠 투자 정보 확대한다, 서울경제, 2023년 11월 21일
3. ↑  김성희, 김군호 에프앤가이드 대표, 포브스, 2016년 7월 23일
4. ↑  홍장원,박윤구 , ‘자본시장 빅데이터 선두주자` 김군호 코넥스협회장(에프앤가이드 대표), 매일경제, 2018년 2월 18일